# En Tact
Albums de The Shamen
Phorward
(1989) Boss Drum
(1992)
En-Tact est un album des Shamen, sorti en 1990. Il s'agit du premier album auquel participa Mr. C, et le dernier auquel participa Will Sin (qui décéda le 23 mai 1991).
L'album est cité dans l'ouvrage de référence de Robert Dimery « 1001 albums qu'il faut avoir écoutés dans sa vie ».

## Listes des pistes
Ceci est la liste des pistes de l'édition originale britannique de 1990 :
1. "Human NRG" – 3:22
2. "Progen" (Land of Oz Edit) (Mix de Paul Oakenfold) – 4:07
3. "Possible Worlds" – 3:45
4. "Omega Amigo" (Steve Osbourne Mix) – 4:44
5. "Hyperreal" – 4:32
6. "Lightspan" (Irresistible Force Mix) – 5:48
7. "Make it Mine" (v2.5 Evil Ed) (Mix de 'Evil' Ed Richards) – 3:57
8. "Oxygen Restriction" – 3:48
9. "Evil is Even" – 13:16
10. "Human NRG" (Massey) (Mix by Graham Massey of 808 State) – 4:36
11. "Make it Mine" (v1.3 pirate radio) – 4:54
12. "Oxygen Reprise v2.0" – 5:20
13. "Hear Me O My People" (Orbital - Delays Expected) (Mix de Orbital) – 7:24

## Listes des pistes de la version américaine de 1991
La version de l'album sortie aux USA en 1991, et au Royaume-Uni avant ça, possèdent des pistes différentes :
1. "Move Any Mountain (Progen - The Beatmasters 7")" – 3:28
2. "Human NRG (Massey)" (Mix par Graham Massey de 808 State) – 4:39
3. "Possible Worlds" – 3:44
4. "Omega Amigo (Steve Osbourne Mix)" – 4:44
5. "Evil is Even" (Edit) – 4:23
6. "Hyperreal (Orbit - Early Fade)" (Mix par William Orbit) – 5:22
7. "Lightspan (Chapman)" – 4:39
8. "Make it Mine (v1.3 Lenny D Vox)" – 3:32
9. "Oxygen Restriction" – 3:49
10. "Hear Me O My People" (Mix par Orbital) – 5:11
11. "Move Any Mountain (666 edit)" (Mix par 'Evil' Ed Richards) – 4:48
12. "Make it Mine (Minimal)" – 3:18
13. "Hyperreal (Selector Edit)" (Mix par Jack Dangers de Meat Beat Manifesto) – 4:01
14. "Lightspan (Soundwave Edit)" (Mix par Renegade Soundwave) – 4:19
15. "Progen '91 (I.R.P. in the Land of Oz)" – 5:21